# Der Pakt mit dem Panda
Der Pakt mit dem Panda: Was uns der WWF verschweigt ist ein deutscher Fernseh-Dokumentarfilm von Wilfried Huismann über den World Wide Fund for Nature (WWF). Der Film zeigt die zweifelhaften Praktiken und den Einfluss von verschiedenen Interessengruppen auf die weltgrößte Naturschutzorganisation.
Der Film ist eine Koproduktion von WDR und SWR unter der Redaktion von Tibet Sinha und Martin Schneider. Huismann arbeitete ein Jahr an dem Film.
Im Kino hatte der Film am 22. Juni 2011 in Bremen Premiere.

## Inhalt
Der WWF ist nach eigenen Angaben die größte Umweltschutzorganisation der Welt mit etwa 500 Millionen Euro an Spenden jährlich. Seit seiner Gründung 1961 ist der WWF eine der weltweit einflussreichsten Lobbyorganisationen für den Natur- und Artenschutz und hat gute Kontakte zu hochrangigen Entscheidungsträgern in Politik und Industrie.
Der Autor Wilfried Huismann stellt im Film dar, dass diese Verbindung eine ständige Gratwanderung zwischen Engagement und Käuflichkeit ist.
Im Film wird dargestellt, dass der WWF mit Unternehmen wie Robert Kuoks Wilmar International kooperiere, die Wälder im indonesischen Teil der Insel Borneo roden, um auf den Flächen Palmölplantagen anzulegen. Dadurch würden Orang-Utans bedroht, die der WWF vorgebe zu schützen. Der WWF erhalte Spenden auch von den Palmölunternehmen, denen er ein Gütesiegel für nachhaltige Produktion verleihe (Roundtable on Sustainable Palm Oil (RSPO), der sogenannte Runde Tisch für nachhaltiges Palmöl). Huismann sieht darin einen modernen Ablasshandel, ein sogenanntes Greenwashing. Bereits im Oktober 2008 haben rund 250 Umweltverbände und Sozialgruppen, darunter 20 aus den deutschsprachigen Ländern, eine Erklärung veröffentlicht, in der die vom RSPO entwickelten Anbauformen als umweltzerstörend mit der Begründung anklagen, dass der Palmölanbau in großen Monokulturen grundsätzlich nicht nachhaltig sein könne und der RSPO der Industrie nur zum Greenwashing diene.
Weltweit pflegt der WWF dem Film zufolge Partnerschaften mit großen Firmen aus dem Energie- und Agrarsektor. Dabei sei auch gentechnisch verändertes Soja des Chemiekonzerns Monsanto vom WWF akzeptiert und damit im öffentlichen Ansehen aufgewertet worden. In diesem Zusammenhang wirft der Film die Frage auf, ob die Kooperationen des WWF mit der Industrie die letzten noch intakten Ökosysteme der Welt wirklich retten können oder eher ihre Vernichtung beschleunigen.
Huismann interviewt den Agrarunternehmer Hector Laurence, der laut Film im Jahr 2003 als Chef des WWF Argentinien Verhandlungen über eine Biodiesel-Strategie für das Land führte. Laurence sei damals jedoch gleichzeitig auch Agrarverbandspräsident und Direktor einer Gentechnikfirma gewesen. In dem Interview verteidigt Laurence die Gentechnik: „Ich glaube, Gentechnik und Artenvielfalt lassen sich perfekt miteinander vereinbaren.“
Jason Clay, Senior Vice President Market Transformation (Vizepräsident bzw. Vizedirektor für Marktumstellung) beim WWF USA, wird bei einer Veranstaltung des Agrarindustrieverbandes Global Harvest Initiative gezeigt, in dem Monsanto, Cargill, ADM und auch der WWF Mitglied sind. Der Film gibt ein Video wieder, in dem Clay in einer Rede sagt: „Wir müssen den ökologischen Fußabdruck der Landwirtschaft einfrieren. Dazu schlagen wir sieben oder acht Maßnahmen vor, über die man diskutieren sollte. Erstens: Gentechnik …“ Neben Getreide müsse die Gentechnik auf etliche weitere Nutzpflanzenarten ausgedehnt werden. Clay wiederholte seine Thesen mehrfach und im Juli 2011 auch in einem Artikel in der Wissenschaftszeitschrift Nature. Clay ist für die Wald-, Fischerei-, Landwirtschafts- und Aquakultur-Initiativen der Naturschutzorganisation verantwortlich. Er spricht sich auch für genetische Methoden zur Produktionssteigerung in der Viehzucht aus.

## Reaktionen
Der WWF (WWF Deutschland) reagierte auf den Film mit Kritik. Er hat eine umfangreiche Stellungnahme veröffentlicht, in der die Organisation viele der Behauptungen im Film bestreitet. Hierauf antwortete wiederum Huismann mit einer Stellungnahme, in dem er dem WWF Unwahrheiten vorwirft.
Neben dem Streit um einzelne Aussagen (siehe rechtliche Auseinandersetzung) wehrte sich der WWF gegen die Anschuldigung, er würde von Konzernen Geld für die Ausstellung von Nachhaltigkeitssiegeln nehmen, da er generell keine derartigen Siegel vergibt. Im Film selbst rechtfertigt der WWF die enge Zusammenarbeit mit einem „unideologischen“ Kurs, der viel mehr bringe als konsequente Ablehnung.
Der WWF Deutschland nahm zu den Vorwürfen, die Organisation würde durch die gemeinsame Mitgliedschaft mit Monsanto beim Round Table on Responsible Soy (RTRS) den Anbau gentechnisch veränderter Soja unterstützen, gegenüber der Süddeutschen Zeitung Stellung: „Wir arbeiten weiter am RTRS mit, weil wir mehr gentechnikfreies Soja wollen und die Umweltschäden des Sojaanbaus generell minimieren wollen, wie die Zerstörung der Wälder. Wir lehnen Gentechnik ab. Dies werden wir so lange tun, bis bewiesen ist, dass gentechnisch veränderte Pflanzen absolut unbedenklich für Umwelt, Biodiversität und uns Menschen sind. Diese Position des WWF International gilt für alle WWF-Länderorganisationen.“ Der WWF räumt ein, es gebe „bei einzelnen Länderorganisationen auch Mitarbeiter, deren Meinung sich nicht mit der offiziellen WWF-Position deckt. Dies gilt insbesondere für Staaten, in denen der Anteil der Gentechnik in der Landwirtschaft bereits sehr hoch ist, etwa die USA und Argentinien.“
Allerdings handelt es sich bei diesen Mitarbeitern um Angehörige der obersten Führungsriege des WWF. Jason Clay, der sich offen zum Anbau von Gensoja bekennt (siehe Inhalt) und gemeinsam mit dem Chemie- und Saatgutkonzern Monsanto die Anwendung der Gentechnik auch bei vielen anderen Pflanzen fordert, ist ein Vizepräsident des WWF USA und beim WWF International Koordinator für den Bereich Marktbeziehungen und Agrarpolitik.
Viele internationale Nichtregierungsorganisationen hatten sich schon vor dem Film, im Jahr 2009, gegen eine Teilnahme am RTRS ausgesprochen, und eine Reihe deutscher Umwelt- und Bauernorganisationen hatten den WWF zum Verzicht aufgefordert, woraufhin der WWF sein Engagement beim RTRS mit dem Argument verteidigte, eine Teilnahme ermögliche größeren Einfluss als ein Verzicht.
Ebenfalls vor dem Film (2011) bezeichneten Greenpeace, Friends of the Earth und weitere Umweltorganisationen den Anbau von Palmöl auf der indonesischen Insel Borneo als umweltschädigend und zusätzliche Gefahr für bedrohte Arten.

## Rechtliche Auseinandersetzung
Der WWF strengte vor Ausstrahlung des Filmes am 22. Juni 2011 in der ARD sechs Unterlassungserklärungen gegen den Film an. Die ARD zog die in der ursprünglichen Pressemeldung vom 11. Mai 2011 enthaltene Aussage, wonach das ARD-Team auf Borneo (Indonesien) „kein einziges Orang-Utan-Schutzprojekt des WWF“ gefunden habe, zurück. Gleiches galt für die Formulierung: „Der WWF nimmt Geld von den Unternehmen und verschafft ihm das Gütesiegel für nachhaltige Produktionen“, soweit dadurch der Eindruck erweckt würde, das Unternehmen würde gegen Geldzahlung ein WWF-Gütesiegel für nachhaltige Produktionen erhalten. Die ARD hat sich gegenüber dem WWF Deutschland zur Unterlassung dieser Aussagen im Zusammenhang mit dem Film verpflichtet.
Der WWF äußerte sich bereits im Vorfeld des Filmes, als dessen genauer Inhalt noch nicht bekannt war: „In den Ankündigungen gibt es drei Behauptungen, die schlichtweg falsch sind.“ Zu den Unterlassungserklärungen sagte Huismann der tageszeitung: „Das liegt daran, dass der WWF nicht will, dass über diese Dinge öffentlich diskutiert wird. … Immerhin ist das WWF-Symbol, der Panda, laut Marktforschung die viertglaubwürdigste Marke der Welt.“ Das bringe allen Beteiligten etwas.
Am 18. April 2012 ordnete das Landgericht Köln an, dass der WDR vier in der Doku „Der Pakt mit dem Panda“ getätigte Aussagen vorerst nicht wiederholen darf. Die einstweilige Verfügung erging an den WDR, der als produzierender Sender für den Film verantwortlich ist. Der WDR musste dafür sorgen, dass die Vorwürfe gegen den WWF von keinem Sender oder der ARD-Mediathek wiederholt werden. Am 26. September wurden diese einstweiligen Verfügungen jedoch aufgehoben wegen mangelnder Eilbedürftigkeit.
Die Auseinandersetzungen mündeten schließlich in einem Hauptsacheverfahren, in dem das Kölner Landgericht im Dezember 2013 sein Urteil fällte und dem WWF in fünf von sechs beanstandeten Punkten Recht gab. Die Berufung von WDR und SWR wies das Kölner Oberlandesgericht im Dezember 2014 zurück, eine Revision wurde nicht zugelassen. Damit ist es den Sendern unter Strafandrohung untersagt, die entsprechenden Aussagen zu wiederholen. So handele es sich bei der Behauptung, der WWF erhalte „Honorare für das Grünwaschen einer zerstörerischen Produktion“ um eine falsche Tatsachenbehauptung. Die Aussage, der WWF unterstütze die Abholzung der Savannenwälder des Chaco, verurteilte das Gericht als üble Nachrede. Auch monierte der Richter die Vernachlässigung journalistischer Sorgfaltspflichten seitens des Autors Wilfried Huismann.